# Бронепалубни крайцери тип „Синсинати“
Синсинати (на английски: Cincinnati) са серия бронепалубни крайцери на ВМС на САЩ. Проектът е строен по програмата за развитие на флота от 1888 г. Всичко от серията са построени 2 единици: „Синсинати“ (на английски: USS Cincinnati, C-7) и „Рейли“ (на английски: USS Raleigh, C-8).

## Конструкция
Крайцерите на типа „Синсинати“ са последните американски крайцери, имащи ветрилно стъкмяване. То е ограничено по площ и окончателно свалено към 1899 г.

### Въоръжение
В носовата част на крайцерите първоначално има 152 mm оръдие Mark 7, с дължина на ствола 40 калибра. Преценено е, че в предния сектор е необходимо да има тежко оръдие. Масата на установката е 11 535 kg, стреля със снаряди тежащи 47,7 kg, с начална скорост 655 m/s. Скорострелността съставлява 1,5 изстрела в минута. Далечината на стрелба е до 16 460 m, боекомплекта е 150 снаряда.
Основната огнева мощ на крайцерите са 127 mm оръдия Mark 3 със ствол 40 калибра. Установката тежи 6440 kg, масата на снаряда е 22,7 kg. При начална скорост на снаряда от 701 m/s, далекобойността е 14 630 m. Техническата скорострелност съставлява 12 изстрела в минута, боекомплектът е 100 снаряда на оръдие. Крайцерите имат по 10 такива оръдия, две от които са в кърмата, останалите по бордовете, в спонсони.
Останалата артилерия е представена от слаби оръдия калибри 57 mm и 37 mm. Последните могат да изстрелват до 25 снаряда в минута.

## История на службата
- „Синсинати“ е заложен на 29 януари 1890 г. на New York Navy Yard (корабостроителница на ВМС) в Ню Йорк, спуснат е на вода на 10 ноември 1892 г., а влиза в строй на 16 юни 1894 г. Изваден от списъците на флота на 20 април 1919 г., а на 4 август 1921 г. е продаден за скрап.

- „Рейли“ е заложен на 19 декември 1889 г. на Norfolk Naval Shipyard (корабостроителница на ВМС) в Норфолк, спуснат е на вода на 31 март 1892 г., а влиза в строй на 17 април 1894 г. Изваден от списъците на флота на 21 април 1919 г., а на 5 август 1921 г. е продаден за скрап[1].

## Оценка на проекта
Макар крайцерите на типа „Синсинати“, като цяло, да са нелошо попълнение за „Новия флот“, тяхната конструкция се оценява като не много удачна. Мощните машини са поместени в прекалено тесни за тях корпуси, вентилацията на машинно-котелните отделения се оказва неудовлетворителна и при работа на пълна мощност температурата в тях достига 93° по Целзий, което прави работата на машинния персонал крайно трудна и не позволява да се развие пълната им скорост.

## Коментари
1. ↑  Префиксът „USS“ е от на английски: United States Ship (Кораб на Съединените щати).
2. ↑  Буквите показват принадлежността на кораба към съответен клас: ВВ – линкор, СС, CL, СА – съответно линеен, лек или тежък крайцер, CV – самолетоносач, DD – разрушител, SS – подводница и т.н.